# Щербаков, Виталий Сергеевич
Виталий Сергеевич Щербаков (род. 8 ноября 1931) — советский шахматист, мастер спорта СССР (1955).

## Биография
Участник 22-го чемпионата СССР (1955 г.). Соревнование имело статус зонального турнира.
В составе ДСО «Медик» участник двух командных кубков СССР: 1952 и 1954 гг. (в 1954 г. завоевал бронзовую медаль в команде и серебряную медаль в индивидуальном зачёте, играл на 5-й доске).
По профессии врач. В 1977 г. защитил докторскую диссертацию на тему «Функциональная морфология лимфатических капилляров почки» (специальность — 14.00.02).
Преподавал в Днепропетровском государственном университете. Выступал за сборную университета. Позже, когда на базе шахматной специализации кафедры физвоспитания ДГУ был создан Университет шахматной культуры (ныне Шахматный клуб ДНУ), стал первым ректором этой организации.

## Вклад в теорию дебютов
Вместе с мастером Г. И. Равинским анализировал разветвление варианта Найдорфа в сицилианской защите, позже популяризированное Р. Фишером и получившее в западной прессе название «вариант отравленной пешки»: 1. e4 c5 2. Кf3 d6 3. d4 cd 4. К:d4 Кf6 5. Кc3 a6 6. Сg5 e6 7. f4 Фb6 8. Фd2 Ф:b2. По словам самого Щербакова, он играл так еще в соревнованиях конца 1940-х гг. Широкую известность система получила в 1954 г., когда Щербаков применил её в партии с Р. Г. Нежметдиновым.